# 坎葆·恩塔万
坎葆·恩塔万（羅馬化：Khamphao Ernthavanh，1961年11月20日—），也譯作坎葆·恩塔婉，老撾外交官，曾任老挝外交部国际金融司副主任、老撾外交部副部長等職務，2019年起任老撾駐華大使。

## 生平
1961年11月20日，坎葆·恩塔万出生于老挝川圹省。
2015年6月起，任老挝外交部副部长。
2019年9月27日，新任老挝驻华大使恩塔万抵达北京，11月22日，向国家主席习近平递交国书。2023年11月，卸任驻华大使一职。

## 個人生活
恩塔万掌握越南語、俄語和英語。已婚，有兩個孩子。